# Top Model of the World 2024
Top Model of the World 2024 fue la 30.ª edición del certamen Top Model of the World, correspondiente al año 2024; la cual se llevó a cabo el 24 de mayo en Ain Sujna, Egipto. Candidatas de 38 países y territorios autónomos compitieron por el título. Al final del evento, Loredana Violeta Salanta, Top Model of the World 2010/2011 de Rumania, coronó a Maria Katren Varzaru, de Rumania. Mariana Macías Ornelas no pudo coronar a su sucesora.

## Resultados
| Posiciones                  | Candidata |
| --------------------------- | --- |
| Top Model of the World 2024 | - Rumania - Maria Varzaru |
| Primera Finalista           | - Cuba - Geysel Vaillant |
| Segunda Finalista           | - Estados Unidos - Sarah Sherwood |
| Top 6                       | - México - Grecia Miranda - Sudamérica - Carolina Montoya - Trinidad y Tobago - Latifah Morris |
| Top 16                      | - Alemania - Taya Wolf - China - Yu Fu - Colombia - María del Mar Meza - Corea - Yoonjae Choi - Ecuador - Anaih Mina - España - Kristina Caci - Honduras - Celia Monterrosa - Macedonia del Norte - Frosina Blazheska - Tailandia - Salma Osotsil - Zambia - Faith Bwawa |

## Premios especiales
| Premio                 | Candidata                          |
| ---------------------- | ---------------------------------- |
| Miss Fotogénica        | - Reino Unido - Paige Loren        |
| Miss Popularidad       | - Polonia - Alexandra Cichocka     |
| Mejor Cuerpo en Bikini | - Honduras - Celia Monterrosa      |
| Miss Sunrise           | - Reino Unido - Paige Loren        |
| Modelo de Popularidad  | - Portugal - Silvia Oliveira       |
| Modelo Sunrise         | - Sri Lanka - Malithi Appuhamilage |
| Miss Redes Sociales    | - Rumania - Maria Varzaru          |
| Miss Globe             | - China - Yu Fu                    |
| Reina de Europa        | - Rumania - Maria Varzaru          |

## Candidatas
38 candidatas compitieron por el título:
(En la tabla se utiliza su nombre completo, los sobrenombres van entrecomillados y los apellidos utilizados como nombre artístico, entre paréntesis; fuera de ella se utilizan sus nombres «artísticos» o simplificados).
| País/Territorio      | Candidata                      |
| -------------------- | ------------------------------ |
| Alemania             | Taya Wolf                      |
| Baréin               | Leonora Nasser                 |
| Camerún              | Leticia Viany Domtue Djuidja   |
| China                | Yu Fu                          |
| Colombia             | María del Mar Meza Sánchez     |
| Corea                | Yoonjae Choi                   |
| Corea del Sur        | Seoyun Kim                     |
| Cuba                 | Geysel Valliant Ferrer         |
| Ecuador              | Anaih Jamileth Vélez Mina      |
| Egipto               | Haya Hamad                     |
| Eslovenia            | Sylvia Valentine               |
| España               | Kristina Caci                  |
| Estados Unidos       | Sarah Sherwood                 |
| Finlandia            | Liina Ilona Malinen            |
| Honduras             | Celia María Perdomo Monterrosa |
| Hong Kong            | Kim Cassie Lam                 |
| Hungría              | Vivien Feteke                  |
| Macedonia del Norte  | Frosina Blazheska              |
| Mar Báltico          | Natalia Sukau                  |
| Mauricio             | Kimberley Ramasawmy            |
| México               | Grecia Miranda Salgado         |
| Polonia              | Alexandra Cichocka             |
| Portugal             | Silvia Oliveira                |
| Puerto Rico          | Idamar Verdejo Rivera          |
| Reino Unido          | Paige Loren Cannon James       |
| República Dominicana | Ana Lucía Gabriel Estien       |
| República Eslovaca   | Ivana Dlugosova                |
| Rumania              | Maria Katren Varzaru           |
| Sierra Leona         | Mariatu Fayiah                 |
| Sri Lanka            | Malithi Appuhamilage           |
| Sudamérica           | Carolina Montoya Molina        |
| Suecia               | Anastazia Wallbjörk            |
| Tailandia            | Salma Osotsil                  |
| Trinidad y Tobago    | Latifah Shanice Morris         |
| Ucrania              | Alina Larina                   |
| Uganda               | Phoebe Nekesa Elem             |
| Zambia               | Faith Bwawa                    |
| Zimbabue             | Life Dheliwe Matunzani         |

### Candidatas retiradas
- Botsuana - Ruth Ngoni Thomas
- Brasil - Maria Clara Santana
- Canadá - Christina Mayangat
- Estonia - Elizabeth Lunina
- Filipinas - Andrea Querubin Gonzales

### Candidatas reemplazadas
- Colombia - Natalia Campaz fue reemplazada por María del Mar Meza Sánchez.

## Sobre los países en Top Model of the World 2024

### Naciones debutantes
| - Baréin - Corea del Sur - Eslovenia | - Hong Kong - Uganda |

### Naciones que regresan a la competencia
Compitió por última vez en 2009/2010:
- República Eslovaca

Compitió por última vez en 2010/2011:
- Corea

Compitió por última vez en 2015:
- Honduras

Compitió por última vez en 2017:
- Cuba

Compitieron por última vez en 2019:
- Camerún
- España

Compitió por última vez en 2020:
- Ucrania

Compitieron por última vez en 2022:
- China
- Macedonia del Norte
- Mar Báltico
- Sudamérica
- Zimbabue

### Naciones ausentes
| - Australia - Austria - Bielorrusia - Brasil - Bulgaria - Canadá - Costa Rica - Estonia - Europa - Georgia - India | - Inglaterra - Irlanda - Kazajistán - Kenia - Kosovo - Maldivas - Malta - Nigeria - Panamá - República Checa - Serbia |